# Saxon-Sion
Saxon-Sion è un comune francese di 70 abitanti situato nel dipartimento della Meurthe e Mosella nella regione del Grand Est.

## Società

### Evoluzione demografica
Abitanti censiti